# Калмань
Калмань — село в Юрьев-Польском районе Владимирской области России, входит в состав Красносельского сельского поселения.

## География
Село расположено в 14 км на юг от райцентра города Юрьев-Польский.

## История
Село Калмань древнего происхождения и исторические известия о нем относятся к XVI столетию. Из книг патриаршего казенного приказа видно, что в первой половине XVI века село принадлежало князьям Берсеневым, а во второй половине этого столетия оно было вотчиной князя Федора Ивановича Пожарского, который в 1573 году пожертвовал его Троице-Сергиевскому монастырю, во владении последнего село оставалось до 1764 года. В 1573 году в селе существовала деревянная церковь в честь Преображения Господня. В 1608 году Преображенская церковь была разграблена поляками и литовцами. В 1809 году на средства прихожан в селе была построена каменная церковь с колокольней. Престолов в ней было два: в холодной — в честь Преображения Господня и в теплом приделе — во имя преподобного Сергия Радонежского чудотворца. В 1893 году приход состоял из села Калмань и деревни Богданка. Дворов в приходе 51, мужчин — 142, женщин — 163. С 1894 года в селе была открыта школа грамотности. В годы Советской Власти церковь была полностью разрушена.
В конце XIX — начале XX века село входило в состав Есиплевской волости Юрьевского уезда.
С 1929 года село являлось центром Калманского сельсовета Юрьев-Польского района, с 1959 года — в составе Кучковского сельсовета, с 2005 года — в составе Красносельского сельского поселения.

## Население
| 1859 | 1905 | 2002 | 2010 | 2021 |
| ---- | ---- | ---- | ---- | ---- |
| 176  | ↗255 | ↘0   | →0   | ↗10  |

## Современное состояние
В настоящее время вокруг села разворачивается строительство крупного коттеджного посёлка «Вотчина Country Club» (ДНП «Семь ключей»).